# Domènec Vidal Pugès
Domènec Vidal Pugès (l'Hospitalet de Llobregat, 1890 - Barcelona, 1945) fou un investigador del folklore català que deixà centenars de notes referides a costums, festes, rondalles i, sobretot, al significat i l'origen de nombroses parèmies. Fou un gran aficionat als refranys, frases fetes, locucions i dites, i dedicà a la seva recerca força hores de la seva vida, aprofitant els seus constants viatges per Catalunya per trobar noves i diferents maneres d'expressar fites de la cultura popular heretada de molt temps enrere.
La seva professió de ferroviari, els darrers temps de la seva vida com a interventor de trens, el feu moure pels mes diversos indrets del país i copsar-ne les seves diferents sensibilitats, a més de llur història i tradicions.
Mai no publicà les seves notes com a autor ja que, segons deia, ell ‘només sabia cercar i la feina donar a conèixer el que trobava ho deixava per escriptors amb mes ofici’.
En la seva joventut havia conegut el que seria el gran expert del folklore català, Joan Amades, a la parada de llibre vell que aquest tenia als Encants Nous de Sant Antoni i entre ells es forjà una amistat que havia de durar fins a la seva mort el 1945, malalt de pneumònia.
Va deixar dit que les notes que havia estat redactant durant tota la seva vida fossin entregades al seu amic Joan Amades ‘perquè en fes el que a ell li semblés millor’. Uns anys més tard, el 1951 apareixeria una de les obres cabdals de la paremiologia catalana, el Refranyer català comentat, publicat per Editorial Selecta.
El seu fill, Josep Vidal, continuà amb les tasques del seu pare recollint noves dades i prenent part en activitats barcelonines tradicionals com haver format part de diversos esbarts dansaires i ser qui dissenyà i confeccionà el vestuari dels nous gegants de Barcelona i els del Pi el 1958.